# 苏维词
苏维词（1965年—），苗族，中华人民共和国政治人物、第十一届全国政协委员。
担任贵州科学院山地资源研究所所长、贵州省喀斯特资源环境与发展研究中心主任。2008年，当选第十一届全国政协委员，代表少数民族界，分入第五十组。